# Улица Адамюка (Казань)
Улица Адамюка (тат. Адамюк урамы) — небольшая улица в Вахитовском районе Казани. Названа в честь офтальмолога Эмилиана Адамюка (1839-1906).

## География
Пересекается со следующими  улицами:
- улица Жуковского[вд]
- Малая Красная улица[вд]

Ближайшие параллельная улица — Большая Красная. Ближайшая станция метро — «Площадь Тукая». Улица имеет по одной полосе движения в каждом направлении.

## История
Местность, занятая улицей была заселена не позднее первой половины XVIII века и находилась на стыке Верхнефёдоровской и Красной слобод; сама улица возникла не позднее первой половины XIX века, после того, как город стал застраиваться по регулярном плану. До революции 1917 года имела название Односторонка Малой Красной и относилась к 3-й полицейской части. В 1914 году постановлением Казанской городской думы была переименована в Бутлеровскую улицу, но фактически это название не использовалось.
Протоколом заседания Казгорсовета от 2 ноября 1927 года улице было присвоено современное название. Офтальмолог Э. В. Адамюк владел домом на соседней улице Жуковского (современный адрес — дом 18а). В середине 1930-х годов угол улиц Жуковского и Адамюка рассматривался в качестве одной из площадок под строительство нового учебного здания Казанского института инженеров коммунального строительства.
Улица была застроена преимущественно малоэтажными каменными и деревянными домами; после их сноса на улице остался лишь один дом — № 4.
В первые годы советской власти административно относилась к 3-й части города; после введения в городе административных районов относилась к Бауманскому (до конца 1930-х), Молотовскому (с 1957 года Советскому, 193?-1973) и Вахитовскому (с 1973 года) районам.

## Примечательные объекты
- нечётная сторона улицы — Фуксовский сад.
- угол с улицей Малая Красная — «обкомовский» дом[тат.].
- №4 — «генеральский» дом (построен в 1940 г.).

## Известные жители
До революции на улице проживал действительный статский советник, член Казанского окружного суда Николай Новиков, а в советское время проживали генерал-майор Фёдор Красавин, генерал-лейтенант Гани Сафиуллин и второй секретарь Татарского обкома КПСС Аркадий Родыгин (все трое — в доме № 4).